# Caprice Bourret
Pour les articles homonymes, voir Bourret et Caprice.
Caprice Bourret, ou simplement appelée Caprice, est une actrice, mannequin, femme d'affaires et personnalité de la télévision américaine, née le 24 octobre 1971 à Whittier, en Californie. Elle dirige sa propre compagnie, By Caprice Lingerie Ltd.

## Biographie

### Début

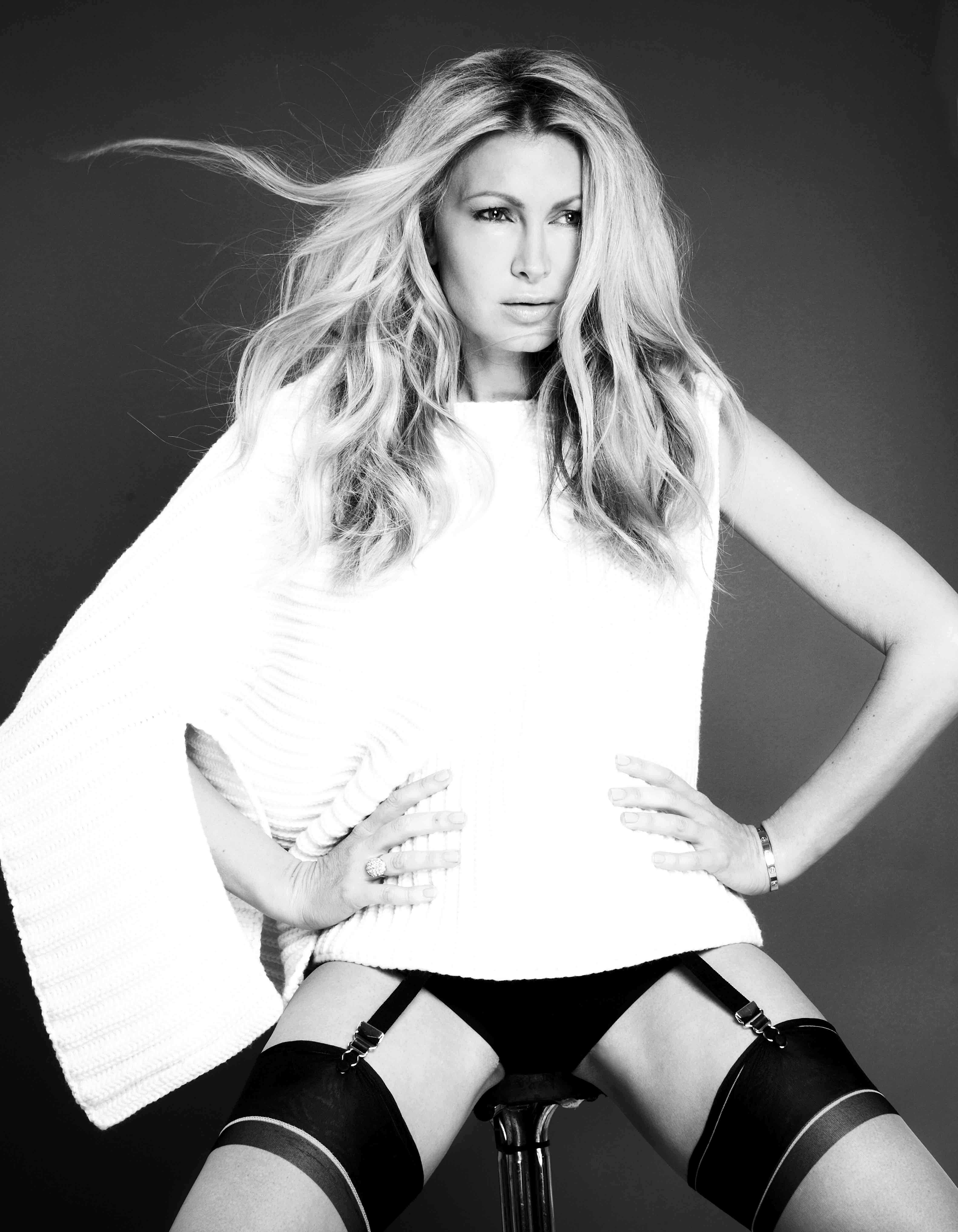
Caprice Bourret le 11 juin 2012.

Caprice Bourret est la fille de Valerie Pion et de Dale Bourret. Son père quitte la maison quand elle a cinq ans. Elle grandit avec sa sœur dans la banlieue de Los Angeles avec sa mère où elle reçoit une éducation standard et banale.
Elle commence à participer à des concours de beauté quand elle est encore adolescente. En 1996, elle déménage au Royaume-Uni pour poursuivre sa carrière en tant que mannequin.

### Carrière
Elle fait de nombreuses apparitions dans des magazines tels que Vogue, Cosmopolitan, GQ, Esquire, Maxim, FHM et dans Sports Illustrated. Elle est la femme la plus photographiée dans les années 1990.
Elle est nommée la femme la plus sexy du monde par le journal News of the World, femme de l'année par le magazine GQ et trois années consécutives comme femme internationale de l'année par le magazine, Maxim
.
En 1999, elle signe avec le label, Virgin Records et sort son premier single, Oh Yeah.  En 2000, elle utilise son prénom sur une gamme de lingerie après avoir passé un accord avec Debenhams, l'un des plus importants magasins britanniques. En 2010, elle fonde sa propre compagnie de lingerie, By Caprice Lingerie Ltd.

## Vie privée

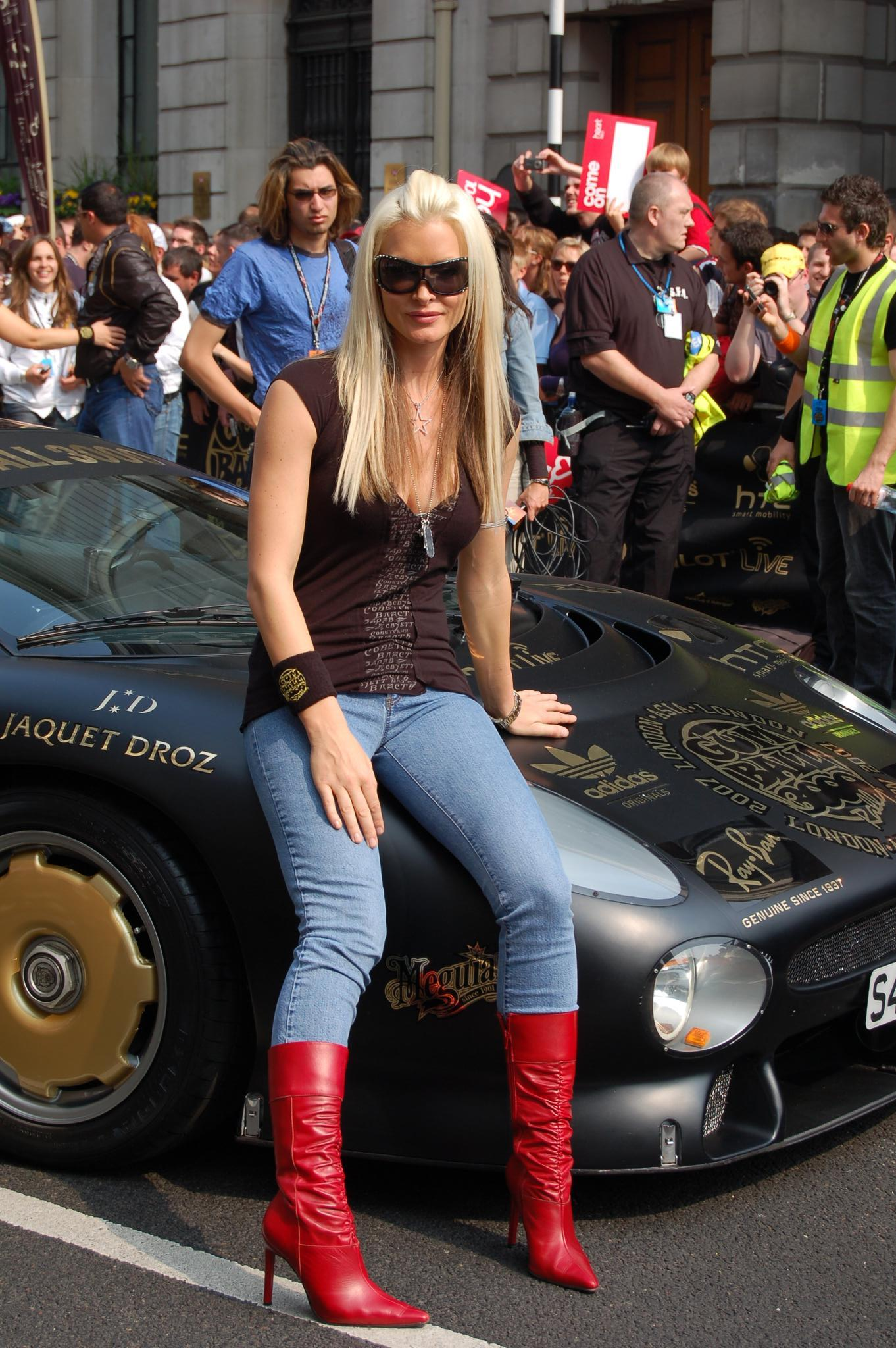
Caprice Bourret au Rallye Gumball 3000 2007, Londres.

En 2013, Caprice est enceinte de son premier enfant et dont le père est Ty Comfort. 
Ils sont en couple depuis deux ans.

## Filmographie

### Cinéma
- 1997 : Hospital! : Cassandra
- 2001 : Bubbles (court-métrage)
- 2002 : Nailing Vienna : Crystal
- 2004 : Hollywood Flies : Cherie
- 2004 : Hollyoaks : After Hours : Saskia

### Télévision
- 1999 : The Dream Team : Dani West
- 2001 : Alerte à Malibu : Jackie Love

### Télé-réalité
- 1998 : Friday Night's All Wight : Elle-même (coprésentatrice)
- 1999 : Bang Bang, It's Reeves and Mortimer : Elle-même
- 2000 : Being Caprice : Elle-même (Documentaire)
- 2002 : Stars in Their Eyes : Elle-même/Nancy Sinatra
- 2002 : Open House with Gloria Hunniford : Elle-même (1 épisode)
- 2003 : The Importance of Being Famous  : Elle-même
- 2004 : Road Raja : Elle-même
- 2004 : Loose Women : Elle-même (2 épisodes)
- 2004 : GMTV : Elle-même (1 épisode)
- 2004 : Celebrities Under Pressure : Elle-même (1 épisode)
- 2004 : Sports Relief : Elle-même (1 épisode)
- 2005 : Celebrity Big Brother 2005 (UK) : Elle-même
- 2005 : The Big Idea with Donny Deutsch : Elle-même (2 épisodes)
- 2005 : The Surreal Life : Elle-même
- 2005 : Dirty Tricks : Elle-même (1 épisode)
- 2005 : Ireland AM : Elle-même (1 épisode)
- 2005 : Jimmy Kimmel Live! : Elle-même (1 épisode)
- 2006 : The Prince's Trust 30th Birthday: Live : Elle-même
- 2007 : Xposé : Elle-même
- 2008 : Come Dine With Me : Elle-même (1 épisode)
- 2008 : Cooking the Books : Elle-même (1 épisode)
- 2009 : Hole in the Wall : Elle-même (1 épisode)
- 2009 : Live from Studio Five : Elle-même (1 épisode)
- 2009 : 9th Meteor Ireland Music Awards : Elle-même (Présentatrice)
- 2010 : The Real Hustle Herself 1 épisode, BBC
- 2010 : Big Brother's Little Brother : Elle-même
- 2010 : Style Wars : Elle-même (Juge)
- 2010 : The King is Dead : Elle-même (1 épisode)
- 2010 : The King is Dead : Elle-même
- 2010 : Celebrity Juice : Elle-même
- 2010 : The Panel : Elle-même
- 2010 : Live from Studio Five : Elle-même
- 2011 : Celebrity Juice : Elle-même
- 2011 : OK! TV : Elle-même
- 2011 : Xposé : Elle-même
- 2011 : Daybreak : Elle-même
- 2011 : 5 News : Elle-même
- 2013 : Splash! : Elle-même
- 2019 : Celebs on the Farm : Elle-même